# 1932-es Le Mans-i 24 órás verseny
A 10. Le Mans-i 24 órás versenyt 1932. június 18-án rendezték meg.

## Végeredmény
|   | Kategória | #  | Csapat                | Versenyzők                                | Modell                  | Motor                           | Körök |
| - | --------- | -- | --------------------- | ----------------------------------------- | ----------------------- | ------------------------------- | ----- |
| 1 | 3.0       | 8  | Raymond Sommer        | Raymond Sommer Luigi Chinetti             | Alfa Romeo 8C 2300LM    | Alfa Romeo 2.3L Supercharged I8 | 218   |
| 2 | 3.0       | 11 | Soc. Anon. Alfa Romeo | Franco Cortese Giovanni Battista Guidotti | Alfa Romeo 8C 2300LM    | Alfa Romeo 2.3L Supercharged I8 | 216   |
| 3 | 3.0       | 6  | Arthur W. Fox         | Brian E. Lewis Tim Rose-Richards          | Talbot AV105            | Talbot 3.0L I6                  | 180   |
| 4 | 2.0       | 18 | Mme. Odette Siko      | Odette Siko Louis Charaval                | Alfa Romeo 6C 1750      | Alfa Romeo 1.7L I6              | 179   |
| 5 | 1.5       | 20 | Aston Martin Ltd.     | Sammy Newsome Henken Widengren            | Aston Martin 1½ Le Mans | Aston Martin 1.5L I4            | 174   |
| 6 | 1.5       | 23 | Jean Sébilleau        | Jean Sébilleau Georges Delaroche          | Bugatti Type 40         | Bugatti 1.5L I4                 | 172   |
| 7 | 1.5       | 21 | Aston Martin Ltd.     | A.C. Bertelli Pat Driscoll                | Aston Martin 1½ Le Mans | Aston Martin 1.5L I4            | 168   |
| 8 | 1.1       | 29 | Ecurie de l'Ours      | Charles Auguste Martin Auguste Bodoignet  | Amilcar CO              | Amilcar 1.1L I6                 | 151   |
| 9 | 1.1       | 26 | Roger Labric          | Roger Labric Yves Giraud-Cabantous        | Caban Spéciale          | Caban 1.1L I4                   | 146   |

## Nem ért célba
|    | Kategória | #  | Csapat                      | Versenyzők                                    | Modell                  | Motor                           | Körök |
| -- | --------- | -- | --------------------------- | --------------------------------------------- | ----------------------- | ------------------------------- | ----- |
| 10 | 3.0       | 16 | Count Stanislaus Czaykowski | Count Stanislaus Czaykowski Ernest Friederich | Bugatti Type 55         | Bugatti 2.3L I8                 | 180   |
| 11 | 1.1       | 22 | Just-Emile Vernet           | Just-Emile Vernet Fernand Vallon              | Salmson GS              | Salmson 1.1L I4                 | 111   |
| 12 | 3.0       | 9  | Lord Howe                   | Lord Howe Sir Henry Birkin                    | Alfa Romeo 8C 2300LM    | Alfa Romeo 2.3L Supercharged I8 | 110   |
| 13 | 1.5       | 24 | Charles Druck               | Charles Druck Lucien Virlouvet                | Bugatti Type 40         | Bugatti 1.5L I4                 | 98    |
| 14 | 750       | 32 | Francis Samuelson           | Francis Samuelson Norman Black                | MG C Midget             | MG 0.7L I4                      | 57    |
| 15 | 1.5       | 22 | Aston Martin Ltd.           | Kenneth Peacock Jack Bezzant                  | Aston Martin 1½ Le Mans | Aston Martin 1.5L I4            | 53    |
| 16 | 3.0       | 12 | "Heldé"                     | Pierre-Louis Dreyfus Mariette Delangle        | Alfa Romeo 8C 2300      | Alfa Romeo 2.3L Supercharged I8 | 25    |
| 17 | 3.0       | 15 | Guy Bouriat                 | Guy Bouriat Louis Chiron                      | Bugatti Type 55         | Bugatti 2.3L I8                 | 23    |
| 18 | 3.0       | 10 | Soc. Anon. Alfa Romeo       | Ferdinando Minoia Carlo Canavesi              | Alfa Romeo 8C 2300      | Alfa Romeo 2.3L Supercharged I8 | 22    |
| 19 | 8.0       | 1  | Henri Stoffel               | Marcel Foucret Paul Foucret                   | Mercedes-Benz SSK       | Mercedes-Benz 7.1L I6           | 22    |
| 20 | 8.0       | 3  | E.H. Brisson                | Éduoard Brisson Joseph Cattaneo               | Stutz DV32              | Stutz 5.4L I8                   | 19    |
| 21 | 3.0       | 14 | Prince Djordjadze           | Attilio Marinoni Angelo Guatta                | Alfa Romeo 8C 2300      | Alfa Romeo 2.3L Supercharged I8 | 14    |
| 22 | 1.1       | 27 | Roger Labric                | Gustave Duverne Georges Boréal                | B.N.C.                  | B.N.C. 1.1L I4                  | 9     |
| 23 | 1.1       | 30 | John Ludovic Ford           | John Ludovic Ford Maurice Baumer              | Alta                    | Alta 1.1L I4                    | 6     |
| 24 | 1.5       | 25 | Jean Danne                  | Jean Danne Jacques Gergaud                    | Rally NCP               | Rally 1.4L I4                   | 6     |
| 25 | 5.0       | 5  | Jean Trévoux                | Jean Trévoux "Mary"                           | Bentley Blower C        | Bentley 4.4L Supercharged I4    | 1     |